# Velešovice
Velešovice (in tedesco Welspitz) è un comune della Repubblica Ceca facente parte del distretto di Vyškov, in Moravia Meridionale.